# Балышлы
Балышлы (баш. Болошло) — село в Благоварском районе Республики Башкортостан Российской Федерации. Центр Балышлинского сельсовета.

## География

### Географическое положение
Расстояние до:
- районного центра (Языково): 25 км,
- ближайшей ж/д станции (Благовар): 10 км.

## История
В «Списке населенных мест по сведениям 1870 года», изданном в 1877 году, населённый пункт упомянут как деревня Балышлы 1-го стана Уфимского уезда Уфимской губернии. Располагалась при речке Балышле, по просёлочной дороге из Уфы в Белебей от Казанского почтового тракта, в 55 верстах от уездного и губернского города Уфы и в 40 верстах от становой квартиры в деревне Берсюванбаш. В деревне, в 125 дворе жили 846 человек (435 мужчин и 411 женщин, татары, тептяри), были 2 мечети. Жители занимались пчеловодством и плетением лаптей.

## Население
| 2002 | 2009 | 2010 |
| ---- | ---- | ---- |
| 537  | ↗556 | ↘542 |

Согласно переписи 2002 года, преобладающая национальность — татары (97 %).